# Daqing
För andra betydelser, se Daqing (olika betydelser).
Daqing, tidigare stavat Taching, är en stad på prefekturnivå i Heilongjiang-provinsen i nordöstra Kina. Den ligger omkring 170 kilometer väster om provinshuvudstaden Harbin. Orten är särskilt känd för sin oljeindustri.

## Historia
Under Qingdynastin var området jaktmarker för den mongoliska fänikan Dörböd. 1898 byggde Ryssland en gren av Transsibiriska järnvägen genom området, den Östra kinesiska järnvägen, och byggde där en station som fick namnet Sartu (Сарту, 萨尔图站).
1913 fick orten status som härad med namnet Anda (安达县). Åren 1931-45 ingick Anda i den japanska lydstaten Manchukuo och blev då köpingen Xingren (兴仁镇). Efter Japans nederlag i andra världskriget återfick orten namnet Sartu.
På 1950-talet upptäcktes oljefyndigheter i området och utvinningen började år 1958. Staden Daqing grundades 1959, under det Stora språnget, som bostadsort åt oljeutvinningsarbetare på Daqings oljefält. Stadens namn betyder "Storartat firande".
Under 1960-talet blev Daqing jämte folkkommunen Dazhai föremål för en propagandakampanj där de båda orterna hyllades som mönster för socialistisk produktion inom industrin respektive jordbruket. 1964 lanserade Mao Zedong sloganen "Lär av Daqing i industrin". I samband med kampanjerna under Kulturrevolutionen hyllades mönsterarbetaren Wang Jinxi som "järnmannen" och gjorde flera uppmärksammade framträdanden i kinesiska media.
Staden är ännu 2010 Kinas största producent av olja, men oljeproduktionen väntas gå ned om ett tiotal år.

## Administrativ indelning

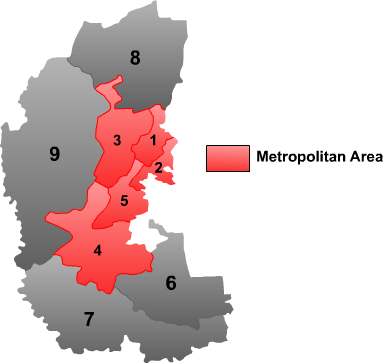
Numrerad karta över prefekturen Daqings område.

Daqing består av fem stadsdistrikt på häradsnivå, tre härad och ett autonomt härad. Befolkningssiffrorna är uppskattningar från 2003.
- 1 Stadsdistriktet Sartu (萨尔图区 Sà'ěrtú qū): 549 km², cirka 260 000 invånare, Sartu är regeringssäte och stadscentrum i Daqing;
- 2 Stadsdistriktet Longfeng (龙凤区 Lóngfèng qū): 510 km², cirka 160 000 invånare;
- 3 Stadsdistriktet Ranghulu (让胡路区 Rànghúlù qū): 1 394 km², cirka 380 000 invånare;
- 4 Stadsdistriktet Datong (大同区 Dàtóng qū): 2 235 km², cirka 250 000 invånare;
- 5 Stadsdistriktet Honggang (红岗区 Hónggǎng Qū): 812 km², cirka 130 000 invånare;
- 6 Häradet Zhaozhou (肇州县 Zhàozhōu xiàn): 2 445 km², cirka 440 000 invånare;
- 7 Häradet Zhaoyuan (肇源县 Zhàoyuán xiàn): 4 198 km², cirka 450 000 invånare;
- 8 Häradet Lindian (林甸县 Líndiàn xiàn): 3 591 km², cirka 270 000 invånare;
- 9 Det autonoma häradet Dörböd (杜尔伯特蒙古族自治县 Dù'ěrbótè Měnggǔzú Zìzhìxiàn): 6 427 km², 250 000 invånare.

## Klimat
Daqing ligger i den norra tempererade zonen och har ett klimat som ligger mellan ett inlandsklimat och ett monsunpåverkat kustklimat. Vintrarna tenderar att vara kalla med periodvisa snöfall, medan varma monsunvindar dominerar vårar och höstar. Den genomsnittliga årstemperaturen är 5,6 grader med en genomsnittstemperatur på 22 grader sommartid.
Genomsnittlig årsnederbörd är 717 millimeter. Den regnigaste månaden är juli, med i genomsnitt 204 mm nederbörd, och den torraste är januari, med 5 mm nederbörd.

## Näringsliv
Petrokemisk industri och viss verkstadsindustri har byggts upp i staden. Ambitionen är att, förutom oljeutvinning, utveckla främst bilindustri, petrokemisk industri, reservdelstillverkning till vissa branscher, samt logistisk verksamhet.

### Oljeutvinning
De första borrningar efter mineralolja utfördes 1958 med hjälp av sovjetisk teknik. Fram till 1963 hade produktionen ökad till 2,3 miljoner ton per år. Kina byggde under 1970-talet sin första oljepipeline från Daqing till Qinhuangdao vid Bohai (en del av Gula havet). Senare byggdes även en gren till Peking. Daqings betydelse för oljeutvinningen minskade betydlig efter 1990. I området är det främst oljefältet vid Dongying (Shenglifältet) som övertog produktionen.

### Daqing och AB Volvo Personvagnar
2010 köpte Daqings reform- och utvecklingsorgan (DRC), en myndighet under den Nationella kommissionen för utveckling och reform, via ett helägt investeringsbolag 37 procent av aktierna i Volvo Personvagnar och blev näst största ägare efter Zhejiang Geely Holding Group, som då hade 51 procent. Myndigheternas plan var att diversifiera stadens näringsliv för att hindra en nedgång efter hand som den lokala oljeproduktionen minskar.
Den första produktionsanläggningen för Volvo-personbilar i Kina byggdes i Chengdu i Sichuan och hade produktionsstart hösten 2013. Den andra produktionsanläggning byggdes i Daqing samma höst, och togs i full drift 2014.

## Sevärdheter
Museet över oljearbetaren Wang Jinxi grundades på 1960-talet som ett medel att förhärliga oegennyttigt kroppsarbete. Utanför museet står en staty i kolossalformat av oljearbetaren.
I staden planeras en temapark med dinosauriemiljö.

## Systerstäder
Daqing har följande systerstäder:
- Calgary, Kanada
- Chungju, Sydkorea
- Luhansk, Ukraina
- Tiumen, Ryssland